# Atti (Joan Thiele)
Atti è la prima raccolta della cantautrice italiana Joan Thiele, pubblicata il 20 maggio 2022 dalla Undamento.

## Descrizione
La raccolta racchiude i brani precedentemente pubblicati nei progetti Atto I - Memoria del futuro, Atto II - Disordinato spazio e Atto III - L'errore.

## Tracce
Testi e musiche di Joan Thiele.
1. Cinema – 3:50
2. Futuro wow – 3:18
3. Tuta blu – 3:12
4. Scilla – 3:30
5. Errori – 3:12
6. Sotto la pelle (feat. Mace) – 3:30